# Pomákok

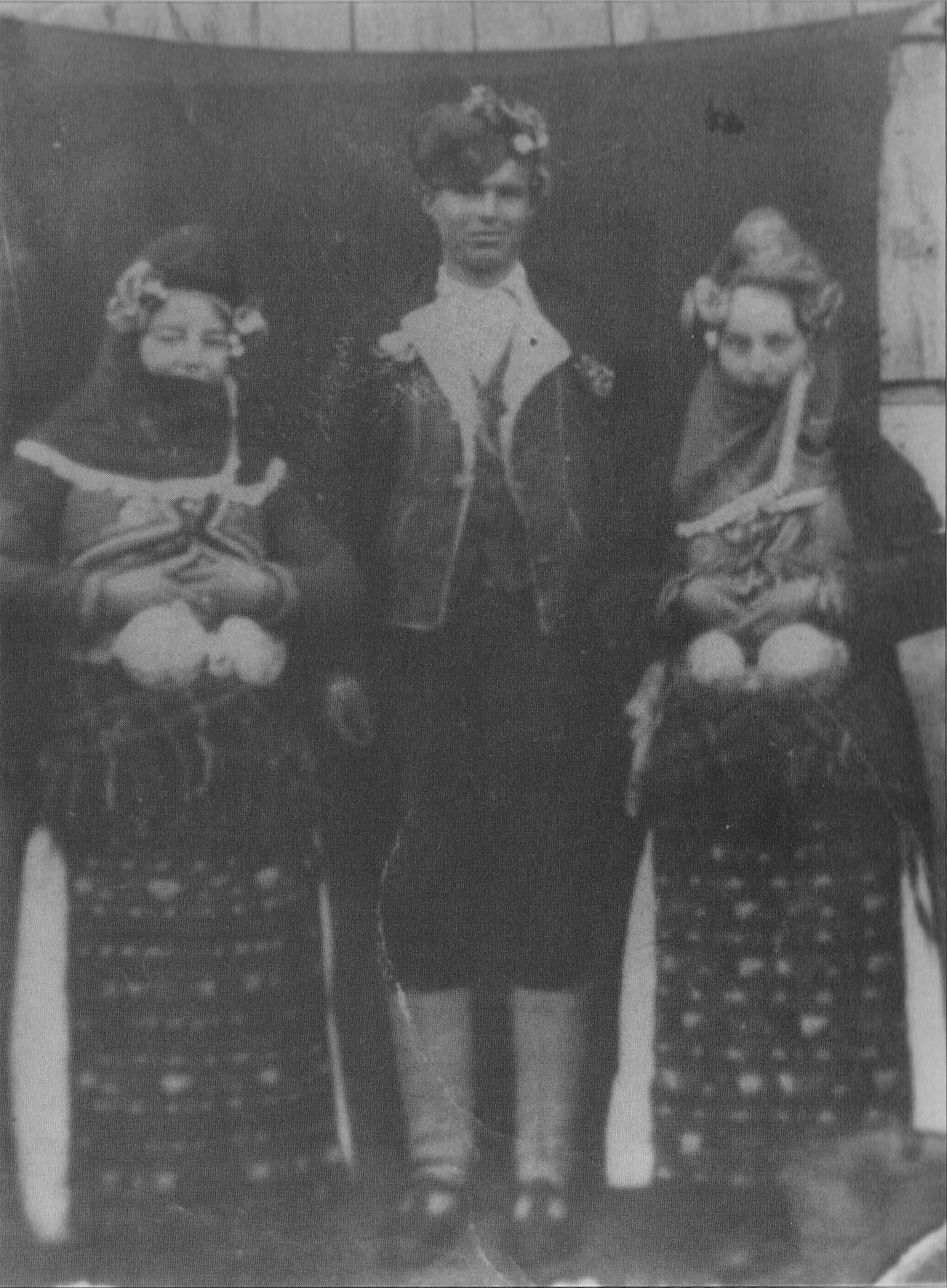
Pomákok a 20. század elején

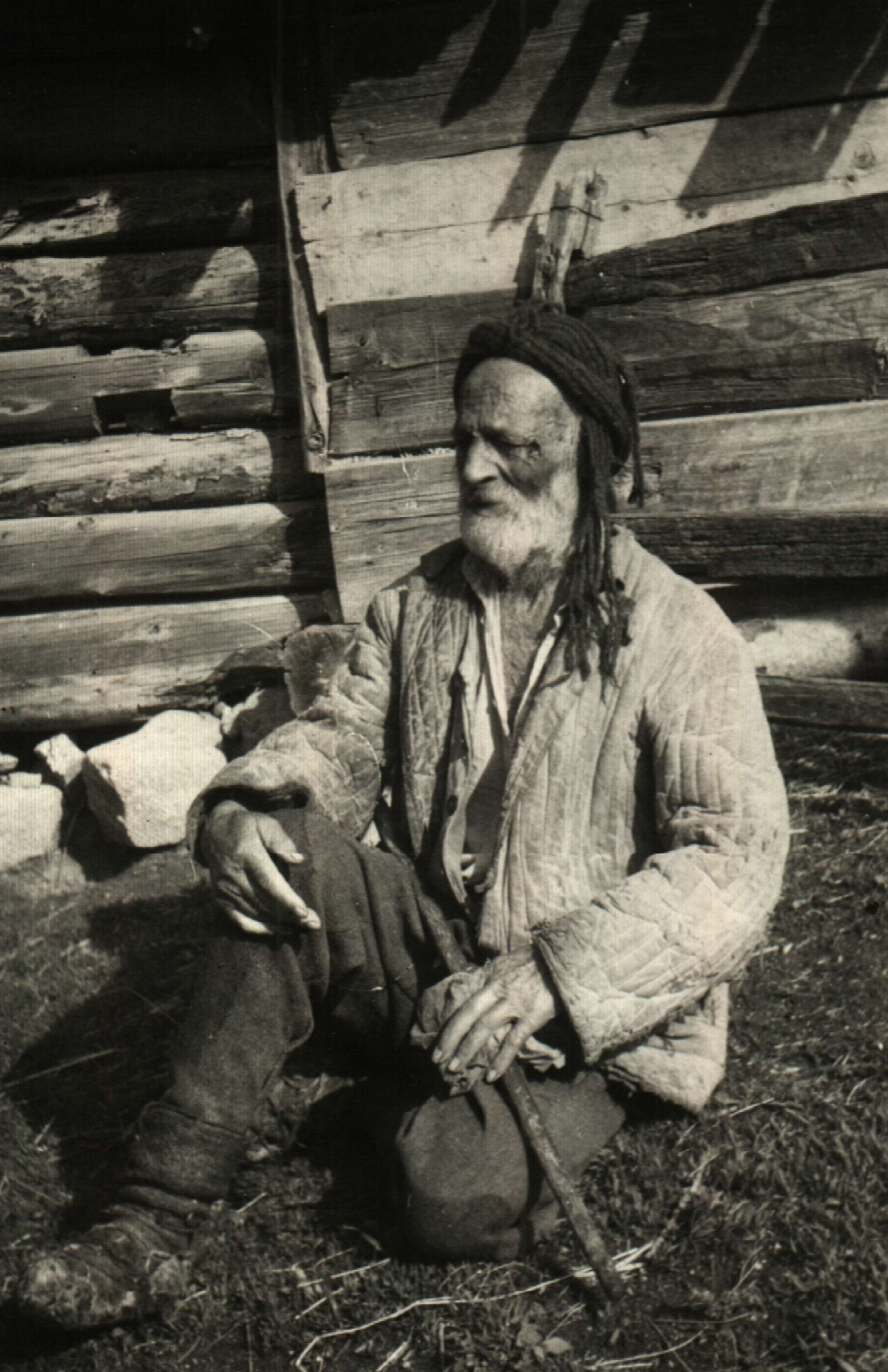

A pomákok sajátos vallási csoport a Balkán-félszigeten. A pomákok, vagy ahogyan a törökök nevezik őket, a pomázok egy türk-bolgár nép, mint a kálizok is, iszlám vallásúak. Bulgáriában mintegy 200 ezer pomák, Törökországban pedig kb. 40 ezer pomák él.

## Földrajzi elhelyezkedés
Bulgáriában, Görögországban, Észak-Macedóniában, Albániában és Törökországban élnek. Anyanyelvük többségében a bolgár.
Bulgáriában létszámuk kb. 300 ezer fő, bolgárul beszélnek, egy részük tud törökül is. Vannak akik etnikailag bolgárnak vallják magukat, viszont nagyobb részük nem rendelkezik etnikai tudattal, hanem egyszerűen bolgár muszlimnak nevezik maguk. Görögországban kb. 40 ezren élnek, etnikai tudatuk általában nincs, egy kisebb részük bolgárnak vallja magát és régies bolgár nyelven beszélnek. 
Észak-Macedóniában is mintegy 40 ezer fő él, ott egy részük albánnak vallja magát, illetve újabb jelenség a bosnyákként való önmeghatározás, itt a macedón/bolgár nyelv használata a gyakori. 
Albániában kb. 3-4 ezren vannak, egy kis részük még mindig bolgárnak vallja magát, nyelvük itt is a macedón/bolgár. Törökországban kb. 150 ezren pomák származásúak, többségük ma már török nemzetiségűnek vallja magát. Erős az eredeti anyanyelv elvesztésének jelensége, a fiatal nemzedék ma már csak török anyanyelvű.

## Történetük
A legelterjedtebb elképzelés szerint a pomákok a Balkán-félsziget déli részén az oszmán-török hódítás után iszlamizált bolgár lakosság. Legvalószínűbb feltételezés szerint ők eredetileg keletről, Aszparuh bolgár kánnal érkeztek, amikor az több tízezer bolgárral és legalább ugyanannyi hozzá csatlakozott szlávval elmenekült a 668-ban kazárok által megtámadott Régi Nagy Bulgáriából és a mai Besszarábia déli területeit elfoglalva 680-ban hivatalosan is megalapította Dunai Bolgárországot (mely azelőtt is főleg bolgároké volt, de Bizánc csak 680-ban ismerte el államnak), melynek hatalma idővel az egész Balkánra kiterjedt. A honfoglaló magyar törzsekhez is társult egy kisebb csoport muszlim pomáz és káliz (lásd Pomáz- Mező, Pomáz, Kálóz stb. települések). Bulgáriában és Ukrajnában gyakori vezetéknév a Pomázov és a Pommáz valamint a Kálizov.

## Híres pomákok
- Rita Wilson amerikai színésznő (Tom Hanks felesége)